# Szilvásszentmárton, Somogy
Szilvásszentmárton  este un sat în districtul Kaposvár, județul Somogy, Ungaria, având o populație de 211 locuitori (2011). 

## Demografie
Componența etnică a satului Szilvásszentmárton
     Maghiari (82,02%)
     Romi (13,6%)
     Germani (2,19%)
     Necunoscut (2,19%)
     Alții (2,19%)
Componența confesională a satului Szilvásszentmárton
     Romano-catolici (50,24%)
     Reformați (23,22%)
     Fără religie (8,53%)
     Necunoscută (18,01%)
Conform recensământului din 2011, satul Szilvásszentmárton avea 211 locuitori. Din punct de vedere etnic, majoritatea locuitorilor (82,02%) erau maghiari, existând și minorități de romi (13,6%) și germani (2,19%). Apartenența etnică nu este cunoscută în cazul a 2,19% din locuitori.  Din punct de vedere confesional, majoritatea locuitorilor (50,24%) erau romano-catolici, existând și minorități de reformați (23,22%) și persoane fără religie (8,53%). Pentru 18,01% din locuitori nu este cunoscută apartenența confesională.